# Kobza (grup)
Kobza este un ansamblu vocal și instrumental al Ucrainei din anii 1970 și 1980. VIA „Kobza” a fost prima dintre trupele din fosta Uniune Sovietică care a plecat într-un turneu comercial pe continentul american (1982). Liderul original al trupei a fost Oleksandr Zuev. Unul dintre compozitori și liderul actual al trupei este Yevhen Kovalenko.

## Istorie

### 1971–1985
Ansamblul vocal și instrumental „Kobza” și-a început activitatea de creație profesională în 1971, ca parte a „Ukrconcert”.
În 1971, ansamblul a fost invitat să participe, ca ansamblu însoțitor, la înregistrarea discului de către cântăreața Valentina Kuprina la studioul din Kiev al casei de discuri All-Union „Melodiya”. În același timp, conducerii studioului i-a plăcut materialul propriu al lui Kobza și s-a luat decizia de a înregistra albumul solo al ansamblului. În special în acest scop a fost invitat vocalistul Valery Viter, student al Institutului de Artă din Kiev și fost solist al ansamblului de amatori „Berezenʹ”.
Discul s-a bazat pe aranjamente de cântece populare ucrainene și compoziții ale liderului ansamblului, Oleksandr Zuev. În locul chitarelor obișnuite, ansamblul a folosit instrumente populare tradiționale - banduri în producția lor electronică care suna ca chitare electrice. Volodymyr Ivasyuk cântec de faimos " Vodogray" Efectuat de Via "Kobza" și cântăreață  Valentina Kuprina ("melodiya") a fost înregistrată pe acest record pentru prima dată. La înregistrare au participat: Oleksandr Zuev (clape), Konstantin Novitsky, Volodymyr Kushpet (jucători de bandură) , Alexander Rogoza (chitară bas), George Garbar (flaut), Valery Viter (voce) și Anatoly Lyutyuk (tobe).
În 1973, Kobza a împărțit locul trei cu moscoviții la Concursul All-Union de ansambluri vocale și instrumentale de la Minsk. Primul loc a fost câștigat de „Pensniar”, al doilea nu a fost acordat nimănui. De atunci, Kobza a devenit unul dintre cele mai mari grupuri de concerte din Uniunea Sovietică.
În 1974, Oleksandr Zuev a părăsit ansamblul și a condus curând Filarmonica VIA Cherkasy „Kalyna.”
Apoi, „Kobza” a fost condus de muzicieni ai ansamblului - chitaristul și cântărețul bas Oleg Lednev și bandura Konstantin Novitsky. Din 1977, Yevhen Kovalenko, absolvent al Conservatorului din Rostov, claviar și vocalist, care anterior scrisese pentru ansamblu, aranjând și prelucrând melodii populare, a luat locul primului director muzical și mai târziu artistic.
În 1978, a fost lansat un alt disc uriaș „Kobza”, care a fost înregistrat de K. Novitsky, V. Viter, V. Kushpet, G. Garbar, precum și de muzicieni care au înlocuit primul grup - Oleg Lednev (chitară bas, voce), Yevhen Kovalenko (clape, voce), Mykola Berehovy (vioară, voce) . Programul a constat în aranjamente de cântece populare ucrainene și cântece ale compozitorilor ucraineni.
- Disc uriaș „KOBZA”. Ansamblu vocal și instrumental. ("Melodiya") 33С60-10941-42 - 1977

De atunci, trupa a avut de la 200 la 300 de concerte în toate părțile URSS. Ansamblul face turnee și în străinătate: Cehoslovacia (1977, 1979, 1983), Italia (1977), Mongolia (1979), Cuba (1980), Finlanda (1981), Germania (1981, 1984), Canada (1982), Yemen (1983). ), Polonia (1985) și Japonia (1985).
În 1980, ansamblul a fost distins cu Premiul Republican Komsomol Mykola Ostrovsky.
În 1982, VIA Kobza a pregătit un program de concert „Kyiv Frescoes” dedicat aniversării a 1500 de ani de la Kiev, cu muzică și poezie originală, cu participarea baletului și folosirea costumelor speciale de scenă (compozitorul Vitaly Filipenko, regizorul Irina Molostova, coregraful Boris Kamenkovich).
În 1982, în timpul unui turneu în Canada cu țara gazdă „National Concert Agency”, a fost lansat discul gigant de vinil „KOBZA”. , YFP 101</ref>
Compoziția lui „Kobza” sa schimbat periodic. Da, K. Novitsky a părăsit-o din cauza „nevyyiznistului” său. O. Lednev a părăsit ansamblul pentru a forma un duo de familie „Two Colors” cu cântăreața Lyudmila Grimalskaya (primul interpret al hitului popular Vadim Ilyin „Lecții de muzică”). Unul a absolvit conservatorul și a devenit compozitor profesionist G. Tatarchenko. Grijile familiei l-au târât acasă pe bateristul V. Kolektsionov. Puțin mai devreme, jucătorul de bandura V. Kushpet a părăsit ansamblul și a creat ulterior „Școala de Artă Kobzar” în regiunea Kiev. La ansamblu au venit trei muzicieni strălucitori: chitaristul bas V. Soldatenko, bateristul E. Trinko și puțin mai târziu - chitaristul P. Kovalenko.
În 1982, directorul artistic al VIA „Kobza” Yevhen Kovalenko, unul dintre primii artiști pop ucraineni, a primit titlul de „Artist onorat al URSS”.

### 1985–2011
VIA „Kobza” și Cvartetul Yavir au fost printre primii artiști ai concertului Ukr din zona Chornobyl. VIA „Kobza” și-a încheiat călătoriile în „zonă” în 1992, când medicii le-au interzis să meargă acolo din motive de sănătate. În prezent, artiștii VIA Kobza au certificate de lichidatori ai accidentului de la Chornobîl și premii de la stat.
În 1987, Valery Viter, care a fost unul dintre cei mai buni și mai de succes artiști, a părăsit trupa. Și alți muzicieni au părăsit trupa.
Directorul artistic Yevhen Kovalenko a adunat muzicieni care cântaseră la Kobza, ceva timp după 1980, și și-a găsit refugiu în „Ukrkoncert” și mai târziu în „Kyivconcert”.
Trupa a continuat să facă turnee: RDG (1986), Danemarca (1989), Olanda (1990), Germania (1992, 1998), Franța (1993, 1994, 1997), Polonia (1993, 1994, 1996), Egipt ( 1994) și Marea Britanie (1995). La acea vreme, ansamblul includea: bandurist - S. Zhovnirovich, violonist - I. Tkachuk, interpret la 30 de instrumente muzicale - M. Bloshchychak, chitaristul-kobzar - P. Kovalenko, chitară bas - V. Soldatenko, baterist și percuționist - K. Kurko, solist principal - M. Pravdyvyi, clape și acordeon - liderul echipei - Yevhen Kovalenko.
În 1997, directorul artistic al VIA „Kobza” Yevhen Kovalenko a primit titlul de „Artist al Poporului al Ucrainei”.
În 1998, soliștii VIA „Kobza” Petro Kovalenko și Mykola Pravdyvyi au primit titlul de „Artist onorat al Ucrainei”.
În 2002, artistul VIA „Kobza” Volodymyr Soldatenko a primit titlul de „Artist onorat al Ucrainei”.
VIA „Kobza” condusă de directorul artistic al Artistului Poporului Ucrainei Yevhen Kovalenko, cu muzicieni - Artiști onorati ai Ucrainei: M. Pravdyvy, V. Soldatenko, P. Kovalenko și O. Murenko dirijează activ turnee creative și activități de concert și este unul dintre ansamblurile de autoritate din teritoriile creative ale Ucrainei și ale întregii foste Uniuni Sovietice.

## Premii
- Laureat al Festivalului Internațional „Yurmala-85” Yurmala, Letonia, 1985[9]
- Laureat al Festivalului Internațional „Palanga-85” Palanga, Lituania, 1985[9]
- Laureat al festivalului „Vohni mahistrali” - Khabarovsk - 1988
- Laureat al Festivalului Internațional „Festivalul Midtfynns” - Odense, Danemarca - 1989[9]
- Laureat al Festivalului Internațional „Art Parade” - Osaka, Japonia, 2002
- Laureat al festivalului „Hit of the Year” - 2002–2006, Kiev[9]
- Laureat al festivalului „Cântecul nostru” - 2003-2005, Kiev[9]
- Laureat al festivalului TV "Premiera cântecului - 2010" din Bucha